# بريان اندروز
بريان اندروز (4 أبريل 1945 بكرايستشرش في نيوزيلندا - ) (بالإنجليزية: Bryan Andrews)‏ هو لاعب كريكت نيوزلندي. شارك مع منتخب نيوزيلندا الوطني للكريكت. أما مع النوادي، فقد لعب مع فريق كانتربري للكريكت ‏ وCentral Districts cricket team ‏ وفريق أوتاغو للكريكت ‏.

## وصلات خارجية
- بريان اندروز على موقع إي آس بي آن كريك إنفو (الإنجليزية)